# Boško Radonjić
Pour les articles homonymes, voir Radonjić.
Boško The Yugo Radonjich (Serbe: Бошко Радоњић, Boško Radonjić, né le 17 mai 1943 à Užice et mort le 31 mars 2011, est un nationaliste serbe, chef des Westies (en), un gang mafieux irlando-américain basé dans le quartier de Hell's Kitchen à New York.

## Biographie

### Jeunesse
Radonjich est né en 1943 à Užice. Le père de Bosko, un professeur, est capturé et exécuté par les partisans de Josip Broz Tito pour son appartenance aux Chetniks du général Draža Mihailović. Stigmatisé comme un fils d'un soldat royaliste Chetnik, Radonjich grandit dans la Yougoslavie communiste de Tito.
Vers la fin de sa vingtaine, il quitte le pays et immigre aux États-Unis en 1970. Quitter physiquement la Yougoslavie n'est pas une tâche facile pour une personne qui a de tels antécédents familiaux, il doit utiliser son amitié avec le footballeur du Red Star Belgrade, Milovan Đorić (lui aussi un fils d'un partisan Chetnik déchu) pour arriver à ses fins. Đorić cache Radonjich dans le bus qui le mène à Graz, ce qui lui permet de franchir la frontière. Après être entré en Autriche, Radonjich va en Italie puis émigre vers les États-Unis.

### États-Unis
Une fois en Amérique, Radonjich s'installe à Hell's Kitchen, un quartier de Manhattan à New-York. Il rejoint aussi le mouvement local de libération de la Serbie (SOPO), une organisation terroriste et anti-communiste mené par Nikola Kavaja (en). Partageant les mêmes vues royaliste et anti-communiste, les deux hommes entament une longue amitié. Déjà connu des services de sécurité de l'État Yougoslave, les activités de Radonjich commencent à être surveillées de plus en plus près par ses agents.
En 1975, Radonjich prend part à un attentat contre la mission yougoslave en visite aux Nations unies dans lequel personne n'est blessé. En 1978, il plaide coupable pour avoir commandité l'attentat du consul de Yougoslavie en 1975 et pour avoir fait exploser un club social yougoslave, les deux à Chicago.
Jusqu'à sa libération en 1982, Radonjich déménage dans le West Side à New-York et commence par devenir un associé mineur de Jimmy Coonan (en). Radonjich prend le contrôle du gang suivant l'emprisonnement de nombreux leaders des Westies à la fin des années 1980. Sous sa direction, il a été capable de rétablir les liens « professionnels » avec John Gotti de la famille Gambino et il est cité comme témoin par le jury dans le procès de Gotti pour racket en 1986. 
Il supervise le réseau de cambrioleurs de Brian Bentley qui utilisait deux Hispaniques jusqu'à leurs arrestations au début des années 1990. Plus tard les enquêtes de Michael G. Cherkasky, chef de la division d'enquête du bureau du District Attorney, vont en vérité forcer Radonjich à quitter les États-Unis en 1992 pour fuir les procédures.

### Retour en Serbie
Depuis 1990, Radonjich commence à passer beaucoup de temps en Serbie, partageant son temps entre Belgrade où il possède une boite de nuit nommée Lotos dans la rue Zmaj Jovina et sur le mont Zlatibor où il possède un casino nommé Palisade et où il a, plus tard, construit un casino nommé Club Boss localisé à Kraljeve Vode.
Quand la guerre en Bosnie éclate, Radonjich devient un proche conseiller de Radovan Karadžić, le leader serbo-bosniaque accusé de crime de guerre (en fuite de 1996 à 2008). Radonjich décrit ce dernier dans un article de l'Esquire en 1997 de Daniel Voll (en) comme : « Mon ange, mon saint ». Du fait de la proximité de Zlatibor avec la frontière bosniaque, Radonjich aide l'effort de guerre serbe en fournissant de l'argent pour l'achat d'armes et d'équipements autant que de l'aide pour les soldats pour se soigner ou se reposer. 
À cette période, Radonjich maintient des liens privilégiés avec les services secrets serbes (renommé UDBA en SDB après la dissolution de la Yougoslavie) et son chef Jovica Stanišić avec qui il est ami. Durant l'automne 1995, Radonjich est impliqué dans la libération de deux pilotes français qui avaient été abattus en Bosnie par l'armée Republika Srpska et qui sont restés captifs un mois.